# شتاینباخ ام والد
شتاینباخ ام والد (به آلمانی: Steinbach am Wald) یک شهر در آلمان است که در کروناخ واقع شده است. شتاینباخ ام والد ۳٬۵۳۸ نفر جمعیت دارد.